# فراتاماجوري
فراتاماجوري (المعروفة محلياً أيضا بفراتا) هي بلدة في مقاطعة نابلس في كامبانيا في إيطاليا. تقع على بعد 15 كلم إلى الشمال من نابولي و15 كلم جنوب غرب كاسيرتا، على حدود أفيرسا الزراعية. تم منحها لقب «مدينة الفن» في عام 2008م وسميت مدينة البينديكتين في عام 1997م

موقع فراتاماجوري في إيطاليا

## السكان
المقطع الذي يحتاج لإعادة كتابة[بحاجة لإعادة كتابة]

## الطبيعة الجغرافية
تقع البلدة في المنطقة الداخلية لنابولي في عام 2011م بلغ عدد سكانها 29626 نسمة وعلى أرض مساحتها 5.32 كلم² (2،054 ميل مربع). يحدها كل من: أفراغولا وكارديتو وكريسبانو وفراتامينوري وقرومنيفانو وسانتربينو.

## تاريخها
السجلات الأولى لفراتاماجوري يعود تاريخها إلى عام 921 بالرغم من أن المنطقة ربما استعمرت في عصور ما قبل الرومانية بنى شعب أتيلا برج مراقبة ردا على الغزو المخرب من عام 455م. وتجمع حولها اللاجئين من ماسانو واستقرو عندما دمرت مدينتهم التي فتحها المسلمون. وهنا بنوا أيضا معبد الكاثوليكي تكريما لسوزيوس (الراهب الذي يعتقدون أنه الشفيع لبلدة فراتاماجوري).

## وسائل النقل
يعتمد أهل بلدة فراتاماجوري في النقل على:
•	طريق المحافظة 162، وهو الطريق السريع الذي يربط المدينة من الطريق السريع ميلانو-نابولي.
•	محطة للسكك الحديدية على خط السكة الحديد في روما-فورميا-نابولي
•	العديد من خطوط الحافلات من شركة النقل العام من نابولي، والتي تربط المدينة لنابولي وكاسيرتا وأفراغولاو كازوريا وسانت انتيمو وأورتا دي وأتيلا ووفراتامينوري ومدن أخرى أقرب.
•	مطار نابولي الدولي، ويبعد 10 كلم من فراتاماجوري.

## توأمة
لفراتاماجوري اتفاقيات توأمة مع:
- ستريانو

## أعلام
- فرانشيسكو دورانتي